# Morphometrie

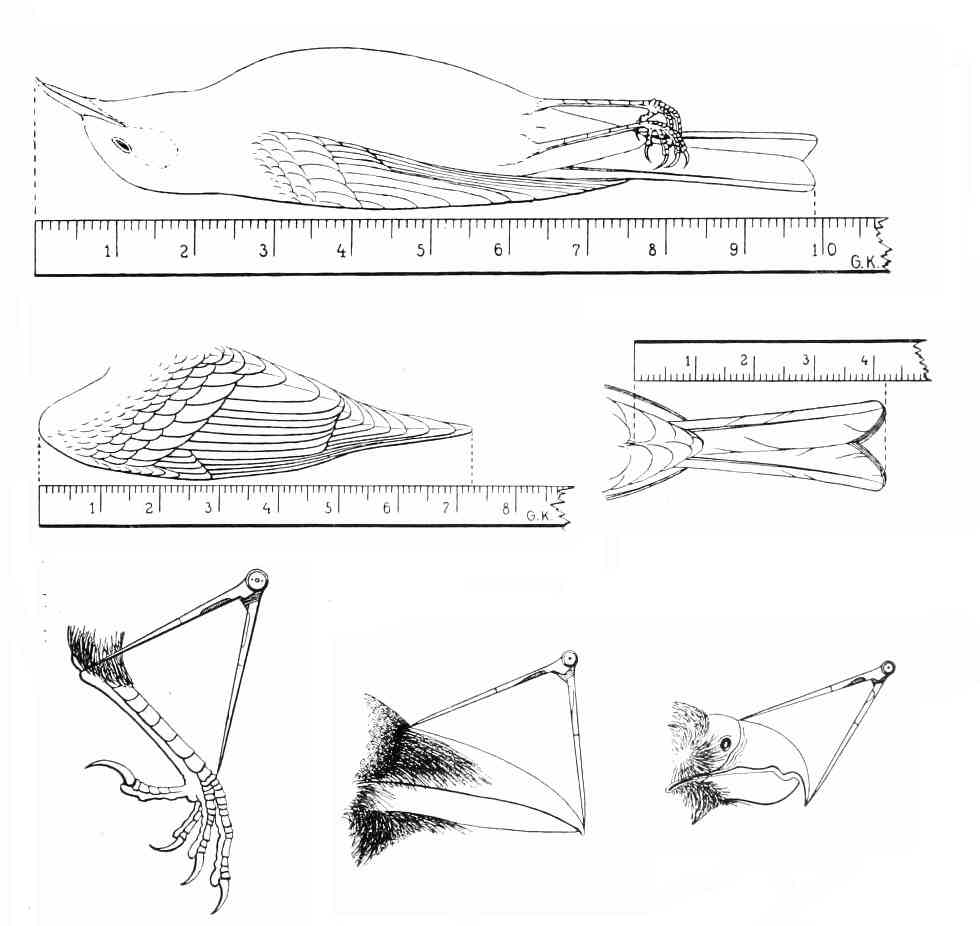
Anwendung der Morphometrie in der Biologie: Beispielhafte Messungen an einem Vogel

Die Morphometrie (von griechisch μορφή, morphé „Gestalt“, „Form“ und μετρική, metron „Metrik“, „Zählung“, „Messung“) befasst sich mit der Charakterisierung der Form von Objekten durch quantifizierbare Maßzahlen. Der Begriff findet sich als Fachwort in unterschiedlichen wissenschaftlichen Disziplinen, in denen der Terminus „Morphologie“, also die Lehre von Form und Gestalt, eine Rolle spielt. Die Morphometrie beinhaltet dabei die Ausmessung dieser Form und Gestalt.

## Biologie

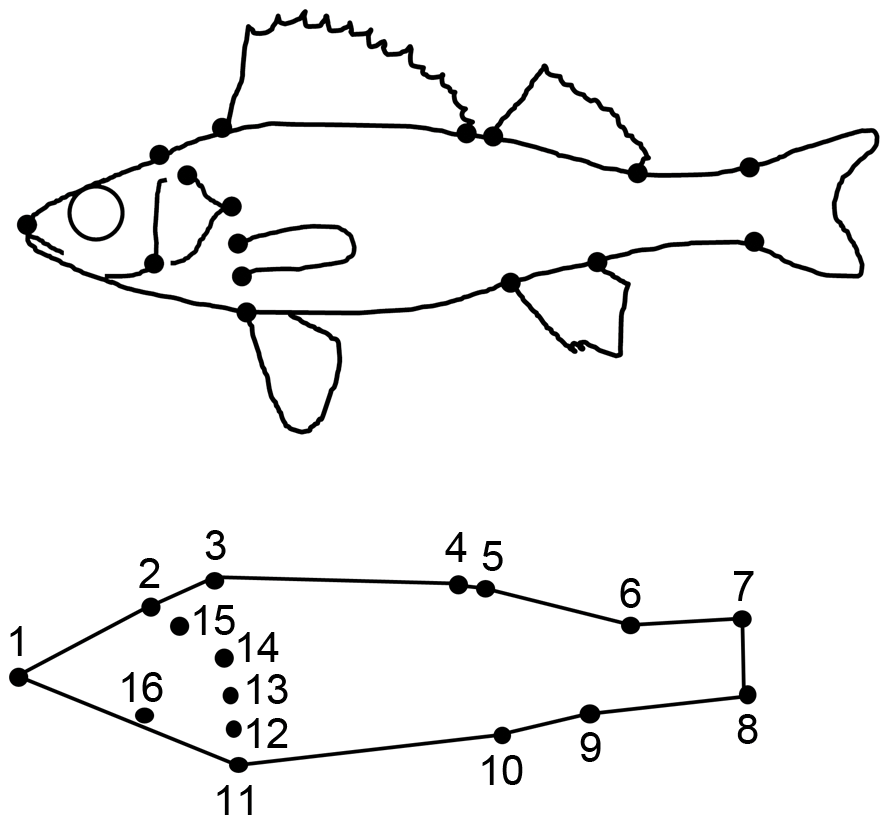
Mithilfe von sogenannten landmarks ist es möglich, die Gesamtgestalt eines Organismus zu erfassen und mit statistischen Verfahren zu untersuchen

In der Biologie bediente man sich lange Zeit einfacher Streckenmessungen zur Erfassung der Morphologie von Lebewesen (Beispiele wären die Gesamtkörperlänge, die Kopf-Rumpf-Länge, die Condylobasallänge am Schädel von Säugern oder Flügelspannweiten bei Vögeln). Derlei Strecken sind sowohl für die Beschreibung und Bestimmung von Lebewesen als auch für unterschiedlichste Analysen (z. B. Allometrie) von Bedeutung. Messungen von Zellgrößen bezeichnet man als Zytometrie. Auch die Menge der Erbsubstanz kann mittels DNA-Zytometrie bestimmt werden.
Mit dem Einzug der Computertechnik möglich gewordene, daran anknüpfende Methode ist die Geometrische Morphometrie. Bei dieser Methode wird eine Vielzahl von Messpunkten (sogenannten landmarks) am zu untersuchenden Objekt platziert, um die Gestalt des Objekts in seiner Gesamtheit zu erfassen. Dabei sind sowohl zweidimensionale Analysen (z. B. auf der Basis von digitalen Fotos) als auch dreidimensionale Untersuchungen (z. B. auf der Basis von CT-Daten oder mit einem Microscribe gewonnenen landmarks) möglich. Anschließend lässt sich die über landmarks erfasste Gestalt von einzelnen Individuengruppen (Arten, Geschlechter, Mutante und Wildtyp, Populationen unterschiedlicher geographischer Verbreitung etc.) über statistische Verfahren vergleichen oder getrennt untersuchen. Paläoanthropologen beispielsweise analysieren mit Hilfe der geometrischen Morphometrie den Verwandtschaftsgrad von menschlichen Vorfahren. In der Neurobiologie existiert als bildgebendes Verfahren die sogenannte Voxel-basierte Morphometrie (VBM).

## Geographie
Im Rahmen der Geomorphologie handelt es sich bei der Morphometrie um Messungen der Erdoberfläche oder ihrer einzelnen Bestandteile.